# 시와 찬미로
《시와 찬미로》는 오전 2시부터 3시까지 방송했었던 FEBC FM의 라디오 프로그램이다.

## 출연자
- 이하영